# Liste der Monuments historiques in Saubens
Die Liste der Monuments historiques in Saubens führt die Monuments historiques in der französischen Gemeinde Saubens auf.

## Liste der Bauwerke
| Bezeichnung       | Beschreibung              | Standort | Kennzeichnung | Schutzstatus | Datum     | Bild           |
| ----------------- | ------------------------- | -------- | ------------- | ------------ | --------- | -------------- |
| Kirche Notre-Dame | Erbaut im 12. Jahrhundert | (Lage)   | PA00094486    | Inscrit      | 1926 1991 | weitere Bilder |

## Liste der Objekte
- Monuments historiques (Objekte) in Saubens in der Base Palissy des französischen Kultusministeriums